# Deutsches Institut für Altersvorsorge
Das Deutsche Institut für Altersvorsorge GmbH (DIA) ist ein 1997 von der Deutschen Bank AG in Deutschland gegründetes Unternehmen. Es betreibt Wissenschafts-Lobbyismus und Öffentlichkeitsarbeit. Nach eigener Aussage besteht sein Ziel darin, die „Öffentlichkeit über die Chancen und Risiken der Altersvorsorge zu informieren und die private Initiative zu fördern“.
Dies verfolgt das Deutsche Institut für Altersvorsorge insbesondere mit der Veröffentlichung von wissenschaftlichen Studien zur privaten Altersvorsorge und zur Gesetzlichen Rentenversicherung. Seit Gründung sind dort im Eigenverlag über 50 wissenschaftliche Studien erschienen. Gesellschafter sind Unternehmen der Deutschen Bank und der Zurich Gruppe Deutschland, die auch den Beirat der GmbH kontrollieren.
Das Unternehmen wird zusammen mit dem Deutschen Aktieninstitut, der Initiative Neue Soziale Marktwirtschaft und dem Institut der deutschen Wirtschaft zu den Einrichtungen des deutschen Wissenschaftslobbyismus („Think Tanks“) gezählt, die der Finanzdienstleistungsbranche besonders nahestehen. Hauptziel des DIA und der dahinter stehenden Unternehmen ist demnach eine (Teil-)Privatisierung der Altersvorsorge. Die dem Unternehmen nahestehenden Wissenschaftler befürworten eine solche Privatisierung grundsätzlich und bringen sich entsprechend in die rentenpolitische Diskussion ein.

## Organisation
Gesellschafter sind die Deutsche Bank AG selbst, die BHW Bausparkasse AG, DWS Investment GmbH und die Zurich-Gruppe Deutschland. Kooperationspartner ist die Deutsche Bank Privat- und Geschäftskunden AG. Seit dem Verkauf der Deutscher Herold AG an die Zurich Financial Services von 2001/2002 gehört auch die Zurich-Gruppe zum Gesellschafterkreis. Das Unternehmen verlegte im Jahr 2012 den Sitz von Köln nach Berlin.
Das Unternehmen wird nach außen durch die Sprecher Klaus Morgenstern und Dieter Weirich vertreten. Werner Janzen, leitender Angestellter des Hauptgesellschafters Deutsche Bank, ist neben Iradj Memar-Khasse Geschäftsführer des DIA. Wissenschaftlicher Leiter ist Thomas Langer, der an der Universität Münster den Lehrstuhl für Finanzierung innehat. In dieser Funktion führt Langer die DIA Research Group, ein Altersvorsorge-Forschungsteam an der Universität Münster, dem neun Habilitanden und Promovanden angehören.

## Ziele
Das Ziel des Unternehmens ist es laut eigener Darstellung, Wissen und Kompetenz der Deutschen auf dem Gebiet der privaten Altersvorsorge zu fördern. Seit 1997 hat das DIA hierzu über 50 Publikationen herausgegeben, die von externen Wissenschaftlern für das DIA erstellt werden. Die Studien befassen sich in der Hauptsache mit volkswirtschaftlichen Fragestellungen rund um das Thema Altersvorsorge. Dabei stehen der Status und die Fortentwicklung der gesetzlichen Rentenversicherung, die Rahmenbedingungen für die private Vermögensbildung, sowie verhaltenspsychologische und demographische Aspekte im Mittelpunkt. Aus dem Jahr 2009 stammen die Bände „Finanzkrise und Altersvorsorge – Wie groß sind die Verluste wirklich?“ und „Bankenimage und Finanzmarktkrise – Was Sparer über Einlagensicherheit wissen und wie sie Banken (ein)schätzen“.
Darüber hinaus vergibt das DIA jährlich den mit 20.000 Euro dotierten DIA-Zukunftspreis an Journalisten und Wissenschaftler, die beim Thema Altersvorsorge wichtige Aufklärungsarbeit leisten. Das DIA veröffentlicht ferner den DIA-Deutschland-Trend-Vorsorge, eine vierteljährliche repräsentative Online-Befragung in der deutschen Bevölkerung zum Thema Altersvorsorge. Letztendlich verfolgt das DIA mit der Finanzierung und Verbreitung wissenschaftlicher Studien zu Zwecken der Öffentlichkeitsarbeit das übergeordnete Ziel des Wissenschaftslobbying zugunsten der privaten Altersvorsorge.

## DIA Research Group
Die DIA Research Group ist ein 2007 gegründetes Kooperationsprojekt zwischen dem DIA und dem Finance Center Münster (FCM) an der Universität Münster. Dabei sollen gemäß dem Forschungsansatz der Behavioral Finance verhaltenswissenschaftliche Aspekte der Altersvorsorge im Mittelpunkt stehen. Das DIA finanziert die DIA Research Group durch die Bereitstellung von Drittmitteln für den Lehrstuhl für Finanzierung (Thomas Langer) und durch die direkte Übernahme von Veranstaltungskosten. Neben der reinen verhaltenswissenschaftlichen Forschung soll die Research Group auch praxisorientierte Konzepte entwickeln, die Anlegern helfen, Vorsorgeentscheidungen zu treffen. Die aktuell von der DIA Research Group untersuchten Forschungsprojekte sind:
- Behavioral Product Design
- Betriebliche Altersversorgung – Eine Bestandsaufnahme
- Einlagensicherung
- Informationssysteme
- Risikowahrnehmung in der Auszahlungsphase

Von der DIA Research Group werden auch die Events „Summer School“ und „Speaker Series“ ausgerichtet. Bei der „International Summer School in Behavioral Economics and Retirement Savings“ diskutieren Nachwuchswissenschaftler aus verschiedenen Ländern die aktuellen Probleme auf dem Gebiet der Altersvorsorge mit Experten. Im Jahr 2008 trugen u. a. David Laibson (Harvard University), Cade Massey (Yale University) und Martin Weber (Mannheim) vor. Ziel der alle zwei Jahre stattfindenden Summer School ist es vor allem, internationale Forschungsnetzwerke aufzubauen. Bei der Vortragsreihe Speaker Series werden Studierenden und Bürgern die wirtschaftlichen und psychologischen Aspekte der Altersvorsorge von Fachleuten aus Praxis und Wissenschaft erörtert.

## Öffentlichkeitsarbeit
Mit der Finanzierung und Verbreitung wissenschaftlicher Studien verfolgt das DIA neben der Beeinflussung des wissenschaftlichen und politischen Diskurses vor allem das Ziel, mittels Öffentlichkeitsarbeit die Bevölkerung vom Sinn zusätzlicher privater Altersvorsorge zu überzeugen, da die gesetzliche Rentenversicherung wegen demografischer und anderer gesellschaftlicher Entwicklungen den Lebensstandard breiter Bevölkerungskreise allein nicht mehr angemessen sichern könne. Dazu werden die beauftragten Studien, Umfragen und Thesenpapiere über Pressemitteilungen, Presseverteiler und direkte Kontakte zu Journalisten verteilt, die in ihren Berichten die DIA-Themen regelmäßig aufgreifen, zum Beispiel:
- Inflationsbereinigte Verzinsung von Einzahlungen in Gesetzliche Altersvorsorge und private Altersvorsorgeprodukte, 2009. (Zitiert u. a. in Capital [11] und Berliner Zeitung.[12])
- Studie zum Renditevergleich zwischen staatlicher Rentenversicherung und Altersvorsorge über den Kapitalmarkt, 2008. (Abdruck u. a. in Welt.[13])
- Umfrage „Deutschland-Trend-Vorsorge“ 2009. (Abdruck u. a. im Focus [14] und in den Ruhr Nachrichten.[15])
- Axel Börsch-Supan und Lothar Essig: Sparen in Deutschland – SAVE-Sudie, 2001 bis 2005. (Zitiert u. a. in FAZ.[16])

## Kritik
Das Unternehmen verspricht gemäß seiner Satzung auf seiner Website Neutralität und Unabhängigkeit „von den Marketing- und Verkaufsaktivitäten seiner Gesellschafter“. Jedoch hat nicht nur das Institut als Gesellschaft der Deutschen Bank Gruppe privatwirtschaftliche Verbindungen, sondern es existieren auch personelle Verflechtungen. So ist der DIA-Geschäftsführer Werner Janzen gleichzeitig Produktmanager der Deutschen Bank Privat- und Geschäftskunden AG. Der zweite DIA-Geschäftsführer Karl-Heinz Buchholz war bis 2007 Vertriebsleiter der Deutschen Bank AG. In den Publikationen des DIA wird allerdings auf konkrete Produktempfehlungen – insbesondere für Angebote der DIA-Gesellschafter – grundsätzlich verzichtet, um in Wissenschaft und Medien die gewünschte Glaubwürdigkeit und Akzeptanz zu erzielen.
Insbesondere die gesetzliche Deutsche Rentenversicherung hat in den vergangenen Jahren wiederholt Kritik an der Arbeit des DIA geübt. Im Mittelpunkt der Auseinandersetzungen standen dabei die Ergebnisse des DIA zu den internen Renditen der gesetzlichen Renten, die bei den DIA-Rechnungen regelmäßig wegen der Berücksichtigung der Inflation sehr viel schlechter abschnitt als private Vorsorgeverträge. 2008 kritisierten Bert Rürup, damals Vorsitzender des Sachverständigenrats, und der Präsident der Deutschen Rentenversicherung Herbert Rische, dass die DIA-Berechnung die Rendite der gesetzlichen Renten unter Berücksichtigung der Inflation berechne, während die entgegengestellten Altersvorsorgeprodukte der privaten Finanzdienstleister bei ihren Renditeberechnungen die Inflation „regelmäßig unberücksichtigt“ lasse. In der ZEIT wurde der DIA-Renditevergleich zwischen der gesetzlichen Rentenversicherung und Wertpapieren sowie Lebensversicherungen schon 1998 als Auftragsarbeit und als „[z]u plump, um wahr zu sein“ kritisiert. DIA-Pressesprecher Bernd Katzenstein reagierte darauf mit einer Gegendarstellung.